# Pyrrhogyra neaerea
Espèce
 Pyrrhogyra neaerea  est une espèce de lépidoptères (papillons) de la famille des Nymphalidae, sous-famille des Biblidinae, de la tribu des Biblidini et du genre Pyrrhogyra. C'est l'espèce type pour le genre.

## Dénomination
L'espèce a été décrite par le naturaliste suédois Carl von Linné en 1758, sous le nom de Papilio neaerea, reclassé de nos jours sous le nom de : Pyrrhogyra neaerea.

### Synonymie
Papilio neaerea  protonyme.

### Taxinomie
Il existe 7 sous-espèces :
- Pyrrhogyra neaerea neaerea

Synonymie pour cette sous-espèce :
Papilio tiphus (Linnaeus, 1758) 
Papilio tipha (Linnaeus, 1767) 
Nymphalis typha (Godart, 1824)
Pyrrhogyra docella (Herrich-Schäffer, 1865)
Pyrrhogyra ab. melanotica (albot, 1932)
- Pyrrhogyra neaerea ophni (Butler, 1870)

Synonymie pour cette sous-espèce :
Pyrrhogyra ophni (Butler, 1870)
 Pyrrhogyra catharina (Staudinger, 1886)
- Pyrrhogyra neaerea arge (Gosse, 1880)[5]
- Pyrrhogyra neaerea hypsenor (Godman & Salvin, 1884)

Synonymie pour cette sous-espèce :
Pyrrhogyra hypsenor (Godman & Salvin, 1884)
Corybas otolais (Boisduval, 1870)
Pyrrhogyra neaerea ollius (Fruhstorfer, 1908)
Biologie : les larves de  cette sous-espèces se nourrissent sur les Paullinia
- Pyrrhogyra neaerea argina (Fruhstorfer, 1908) [9]
- Pyrrhogyra neaerea kheili (Fruhstorfer, 1908)[7]
- Pyrrhogyra neaerea susarion (Fruhstorfer, 1912)

### Noms vernaculaires
Pyrrhogyra neaerea se nomme Banded Banner en anglais.

## Description
Pyrrhogyra neaerea est un grand papillon aux ailes antérieures et postérieures à bord externe dentelé, au-dessus de couleur marron avec une large bande dans l'aire discale séparée en deux aux ailes antérieures et avec un point rouge à l'angle anal des ailes postérieures.
Le revers est blanc très largement bordé de marron sur toute l'aire postdiscale avec une ligne rouge au bord costal se continuant en limite du marron jusqu'à l'angle anal aux ailes postérieures.

## Biologie

### Plantes hôtes
Les plantes hotes des chenilles de Pyrrhogyra hypsenor sont des Paullinia.

## Écologie et distribution
Pyrrhogyra neaerea est présent au Mexique, à Panama, au Guatemala, au Honduras, en Colombie, en Bolivie, au Paraguay, au Brésil, au Surinam, en Guyana  et en Guyane.

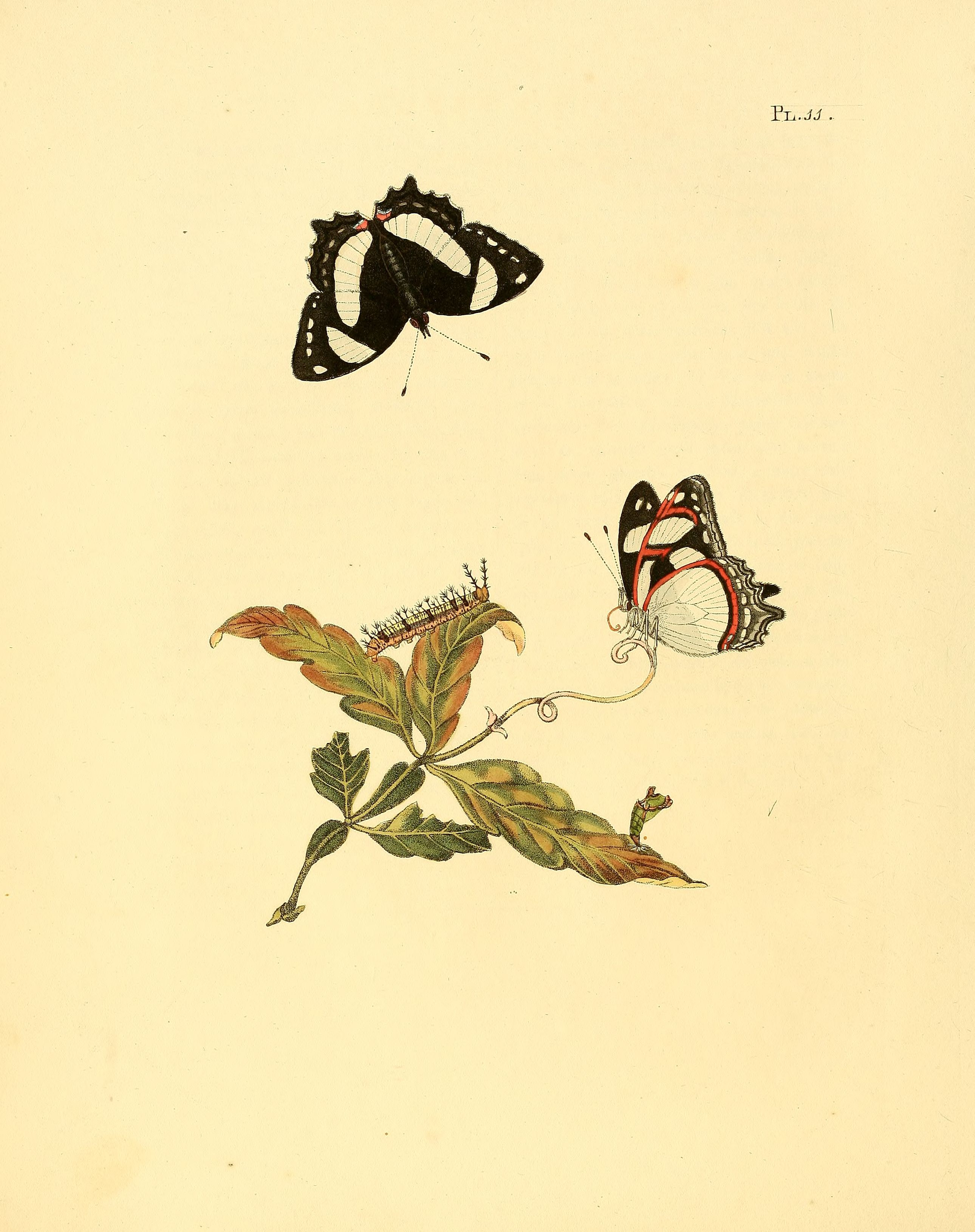
dessin de Pyrrhogyra neaerea par Jan Sepp

### Protection
Pas de statut de protection particulier.